# Ili Mitri
Ili Mitri, Elie Mitri (arab. ايلي متري, Īlī Mitrī; ur. 26 stycznia 1980 w Libanie) – libański aktor filmowy i teatralny.

## Życiorys
W 2003 aktor ukończył studia w Instytucie Sztuki Uniwersytetu Libańskiego w Bejrucie. W 2006 zyskał sławę, grając Taufika w filmie Miszala Kammuna Noc w Bejrucie.

## Filmografia
- 2013 May in the Summer jako Karim
- 2011 Beirut, I Love You jako Hani Haffar (serial telewizyjny)
- 2010 Here Comes the Rain (Chatti Ya Dini)[2]
- 2010 10 Beiruti Minutes jako Elie (krótkometrażowy)
- 2009 Święty Charbel (Charbel) jako młody Szarbel
- 2006 Noc w Bejrucie jako Toufic